# Gardneria angustifolia
Gardneria angustifolia là một loài thực vật có hoa trong họ Mã tiền. Loài này được Wall. mô tả khoa học đầu tiên năm 1820.